# Sondrio
Sondrio es una ciudad de Italia perteneciente a la provincia homónima. Cuenta con 21 642 habitantes y está localizada en la parte norte de la región de Lombardía, justo en el centro de la comarca alpina de Valtelina.
Su nombre proviene del latín Sundrium, que era un tipo de propiedad privada de tierras cultivadas directamente por el terrateniente y sus trabajadores. Estas tierras son ahora viñedos, los más famosos los de Sassella y Grumello. El vino representa uno de los principales recursos de la región, junto al turismo, especialmente en invierno.
El centro de Sondrio se encuentra en la Plaza Garibaldi. No muy lejos de allí está el Palazzo Sassi, que alberga el Museo de Arte e Historia de Valtellina.

## Demografía
| Gráfica de evolución demográfica de Sondrio entre 1861 y 2021 |
|                                                               |
| Fuente ISTAT - elaboración gráfica de Wikipedia               |